# Загребска катедрала
Загребската катедрала „Възнесение Богородично и св. св. Стефан и Владислав“ (на хърватски: Zagrebačka katedrala Marijina Uznesenja i sv.sv. Stjepana i Ladislava) в Каптол е римокатолическа катедрала в Загреб. Тя е не само най-високата сграда в Хърватия, но и най-монументалната храмова сграда в готически стил на югоизток от Алпите. Пълното ѝ име е „Катедрала на Възнесение Богородично исв. св. Стефан и Владислав“. Сградата е в типичен готически стил, в какъвто е и ризницата, която има голяма архитектурна стойност. Кулите ѝ се смятат за местна забележителност, тъй като се виждат от почти всички части на града.

## История
През 1093 г., когато крал Владислав (1040 – 1095) премества епископския престол от Сисак в Загреб, той провъзгласява съществуващата църква за катедрала. Строителството на настоящата катедрала започва скоро след смъртта му. Завършена е през 1217 г. и осветена от крал Андрей II Унгарски. Сградата е разрушена от монголско-татарското нашествие през 1242 г., а след това възстановена от епископ Тимотей (1263 – 1287) няколко години по-късно. В края на XV век Османската империя нахлува в земите на Хърватия, което води до изграждането на крепостна стена около катедралата, част от която е запазена до наши дни. През XVII век поради османската заплаха на южната страна е построена укрепена ренесансова стражева кула, използвана като военен наблюдателен пункт.
Катедралата е силно повредена по време на Загребското земетресение от 1880 г. Централният неф е сринат, а кулата е толкова силно повредена, че не може да бъде поправена. До съвременния вид на катедралата води реставрацията ѝ в готически стил, ръководена от Херман Боле. В рамките на реставрацията на западната страна са издигнати две 108-метрови кули.
Катедралата е изобразена на обратната страна на хърватската банкнота от 1000 куна, емитирана през 1993 г.
Когато се застане точно пред пред портала ѝ, сградата има ширина 46 m и височина 108 m. В катедралата се намира грабницата на кардинал Алоизий Степинац, дело на хърватския скулптор Иван Мещрович.

## Галерия
- Изглед на сградата със стария шпил от площад „Йелачич“, 1880 г. преди земетресението
- Изглед от 19 век с крепостните стени
- Фасада
- Колоната на Дева Мария пред катедралата
- Входният портал
- Изглед към източната част
- Гробницата на кардинал Алоизий Степинац
- Гаргойл
- Загреб на фона на катедралата
- Неоготическа кула на катедралата
- Интериор